# JR-Baureihe E233
Die Baureihe E233 der japanischen Eisenbahngesellschaft JR Higashi-Nihon besteht aus Elektrotriebzügen für den Vorort- und Regionalverkehr in und um Tokio. Die Züge wurden aus der Baureihe E231 weiterentwickelt und bilden wiederum die Basis für die Baureihe E235.
Die ersten E233 wurden 2006 für den Einsatz auf der Chūō-Schnellbahnlinie ausgeliefert. Weitere Züge sind auf den Linien Keihin-Tōhoku und Negishi, Tōkaidō, Keiyō, Yokohama, Saikyō und Nambu im Einsatz. Für die Durchbindung der Chiyoda-Linie der Tōkyō Metro auf die Jōban-Linie wurde eine Version mit schmalerem Wagenkasten entwickelt.

## Allgemein
Die Baureihe E233 wurde als Ersatz für ältere Vororttriebzüge in Tokio entwickelt. Gegenüber den Baureihen 201 und 209 wurde die Gestaltung für die Fahrgäste verbessert. Unter anderem ist der Höhenunterschied zwischen Zug und Bahnsteig durch einen niedriger liegenden Fußboden geringer und die Sitze sind etwas breiter.
Durch eine Bombierung des Wagenkastens wie bei der Baureihe E231 sind die E233 mit 2,95 Metern 15 Zentimeter breiter als frühere Fahrzeuge und bieten daher mehr Stehplätze.
Alle Züge für Vorortstrecken sind ausschließlich mit Längssitzen ausgestattet. Ein Zehnwagenzug dieser Ausführung kann über 1500 Passagiere befördern, darunter 510 auf Sitzen.

## Versionen

### E233-0

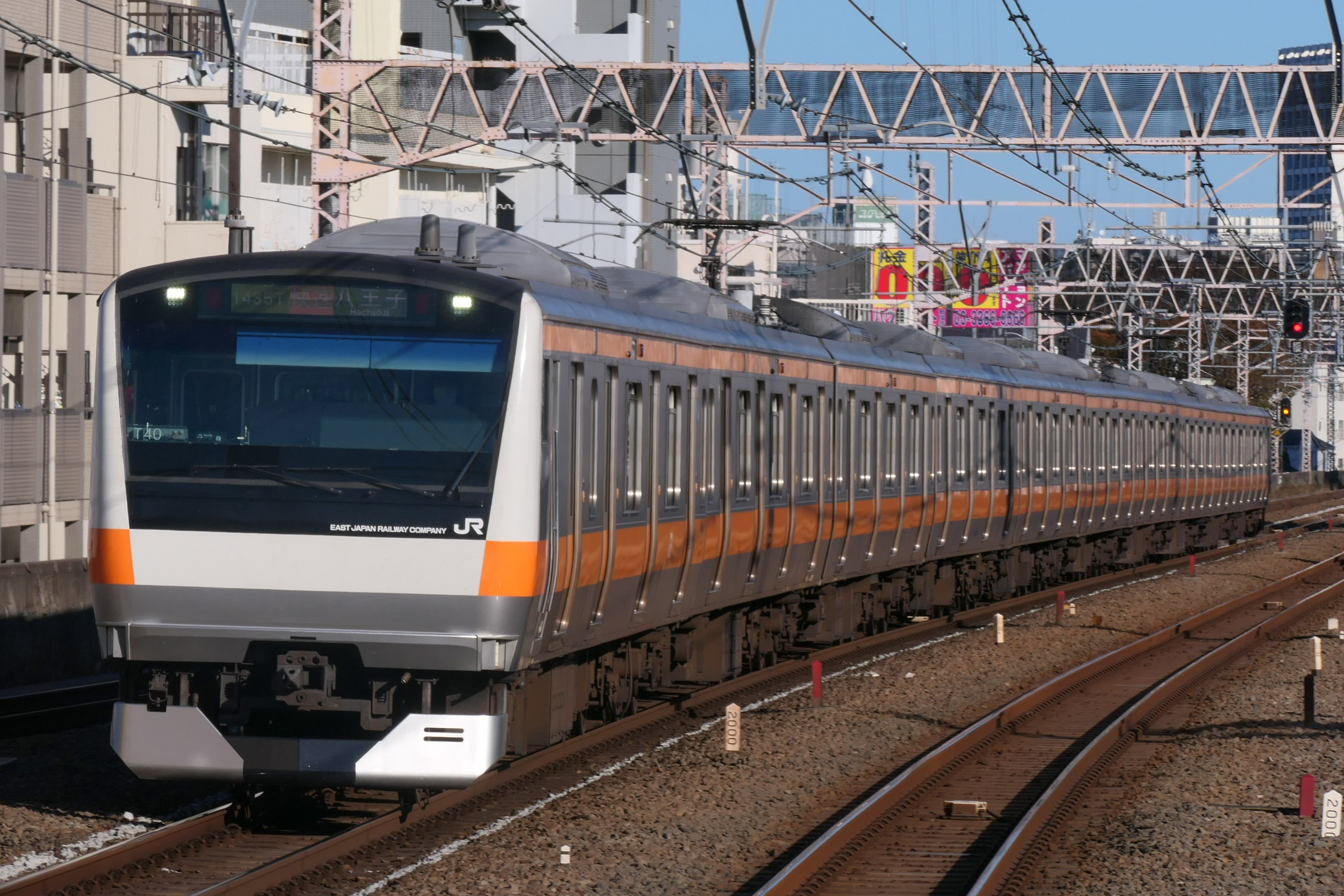
E233-0 als schneller Vorortzug

Für den Betrieb von schnellen Vorortzügen entlang der Chūō-Hauptlinie vom Bahnhof Tokio über Shinjuku nach Westen wurden von 2006 bis 2008 insgesamt 688 Wagen ausgeliefert. Die Lieferung gliedert sich in 42 Zehnteiler, 28 Sechsteiler und 25 Vierteiler. Mit der Einführung der ersten Klasse auf der Strecke werden 58 Zehn- oder Sechswagenzüge mit je zwei doppelstöckigen „Green Cars“ verlängert und ein weiterer Zehnteiler geliefert.

### E233-1000
Von 2007 bis 2010 wurden 83 Zehnwagenzüge einer neuen Unterbaureihe geliefert. Sie sind in hellblauer Farbe zwischen Ōmiya und Ōfuna auf der Keihin-Tōhoku- und Negishi-Linie im Einsatz und stellen dort das gesamte Rollmaterial.

### E233-2000

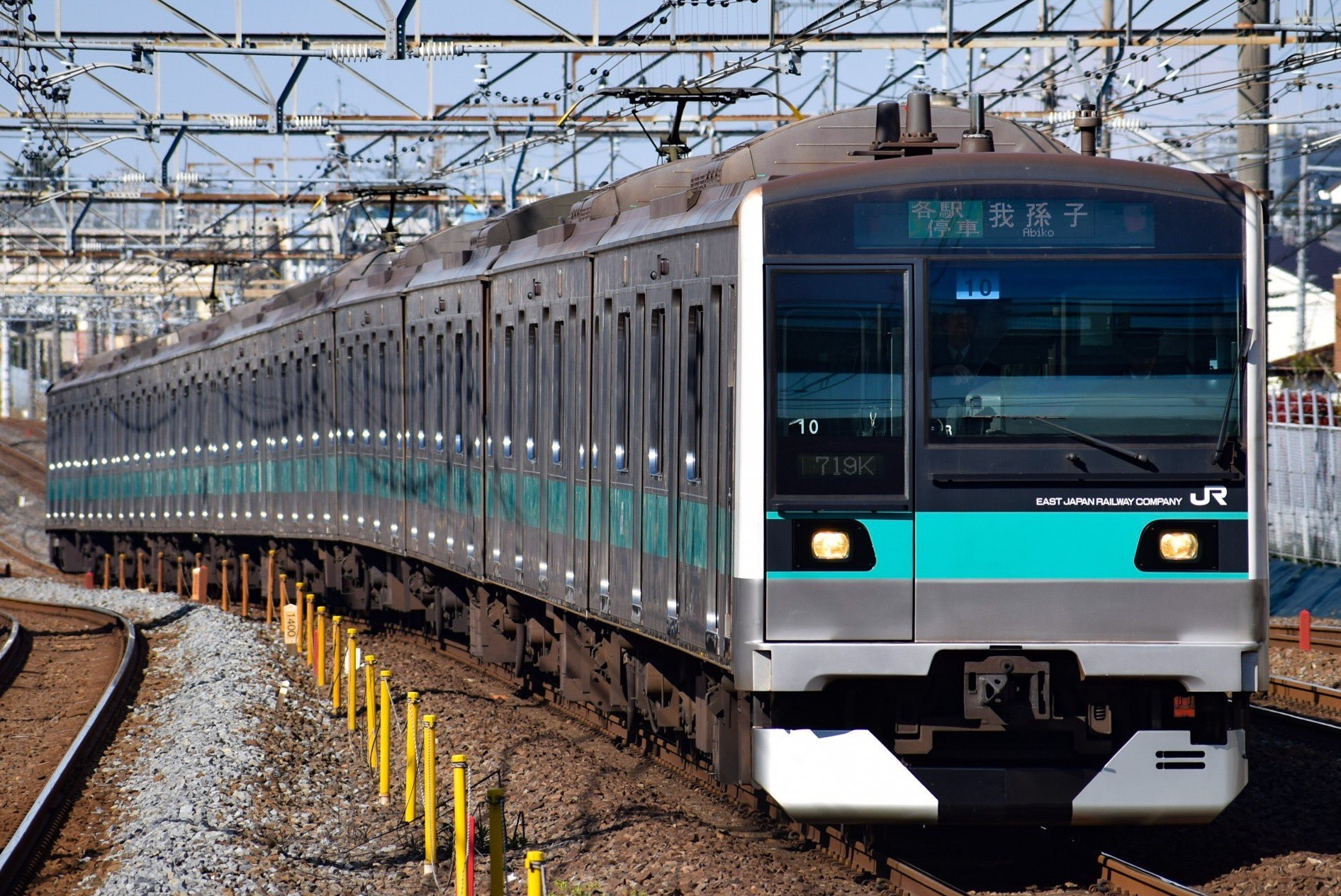
Variante E233-2000 mit schmalerem Profil

JR East stellt für die Durchbindung von Vorortzügen der Jōban-Linie auf die Chiyoda-Linie der Tōkyō Metro und weiter zu Strecken der Odakyū Dentetsu eigene Fahrzeuge bereit. Ab 2009 lieferte Tokyu Car 18 Zehnwagenzüge; 2017 folgte ein weiterer Zug von Nachfolger J-TREC. Aufgrund des schmaleren Profils der U-Bahn besitzen die Züge eine Wagenbreite von 2,8 Metern gegenüber den 2,95 Metern der anderen Versionen. Zudem sind Türen für den Notausstieg an beiden Enden vorhanden.

### E233-3000

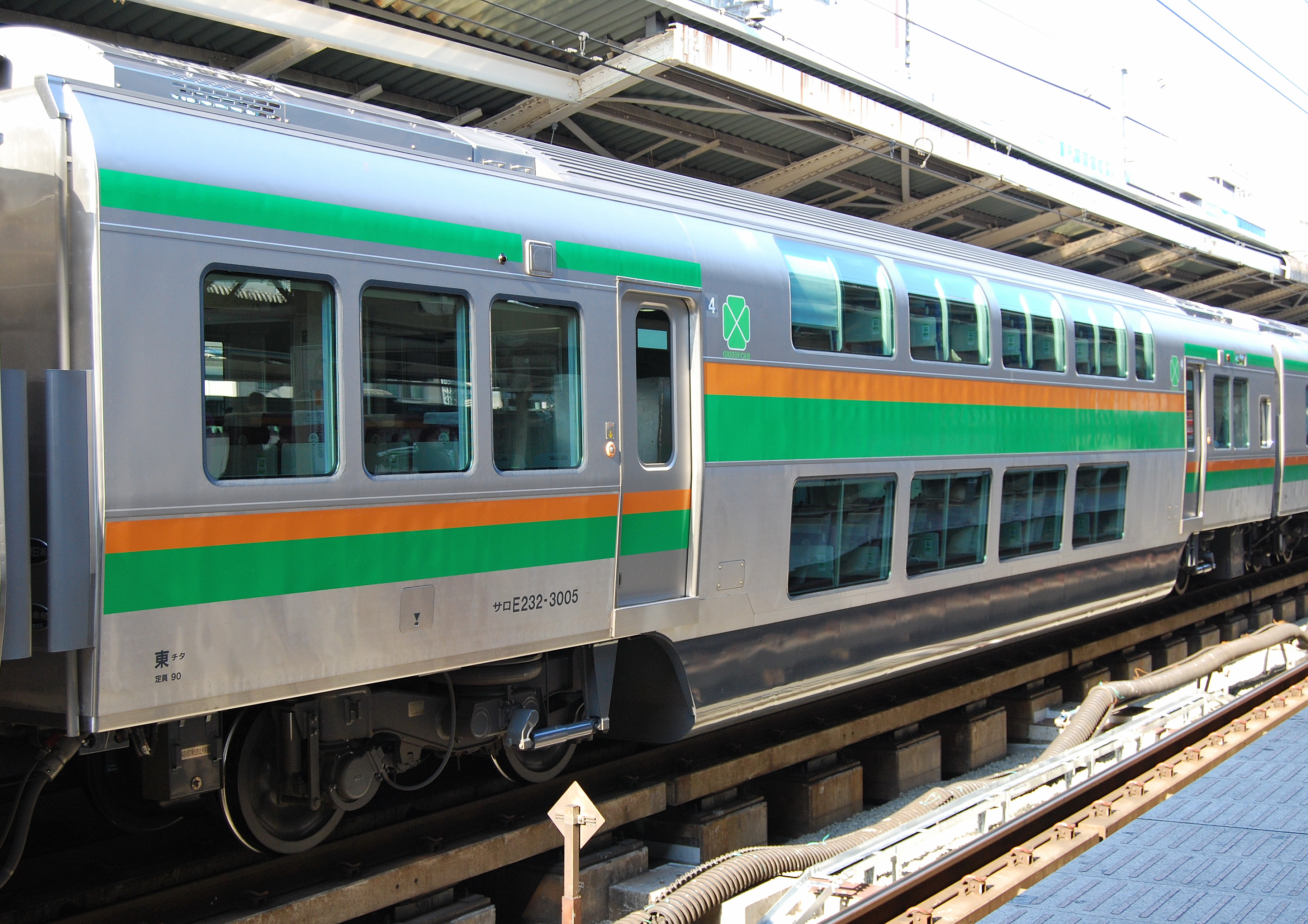
Ein doppelstöckiger „Green Car“ des Typs E233-3000

Für den Nord-Süd-Regionalverkehr über die Bahnhöfe Tokio und Shinjuku wurden die Triebzüge der Baureihe E233-3000 entwickelt und mit insgesamt 525 Wagen ausgeliefert. In der Regel werden Zehn- und Fünfwagenzüge gekuppelt eingesetzt. Auch eine Mehrfachtraktion mit Zügen der Baureihe E231-1000 ist möglich. Die Zehnteiler verfügen über zwei doppelstöckige Green Cars. Diese Wagen der 1. Klasse besitzen nur zwei statt vier Türen pro Seite und 90 Sitzplätze pro Wagen.

### E233-5000
Ab 2010 wurden 20 Zehnteiler und je vier Sechs- und Vierteiler für die Keiyō-Linie ausgeliefert.

### E233-6000

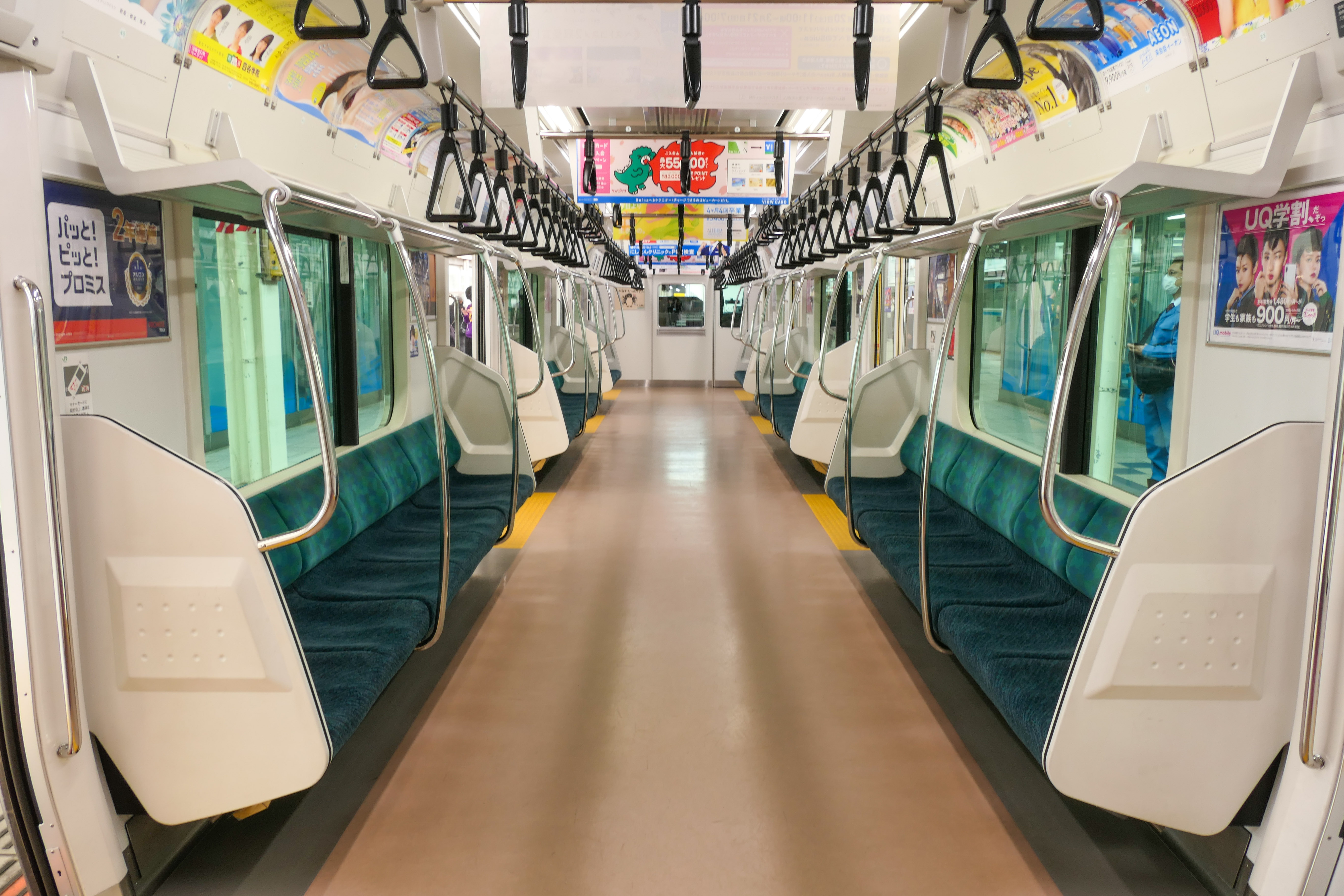
Fahrgastraum eines E233-6000

Im Jahr 2014 lieferte J-TREC 28 Achtwagenzüge für den Betrieb der Yokohama-Linie zwischen Hachiōji und Yokohama. Sie verfügen über 402 Sitze in Längsbestuhlung.

### E233-7000
Den Betrieb der Saikyō-Linie von Norden über den Bahnhof Shinjuku zum Hafengebiet übernehmen 31 Zehnwagenzüge in dunkelgrüner Lackierung. Für die Durchbindung zu Strecken der Sagami Tetsudō wurde der Wagenpark um sieben weitere Zehnteiler verstärkt.

### E233-8000/8500
Die tangential verlaufende Nambu-Linie in Kawasaki erhielt 35 Sechswagenzüge der Serie E233-8000. Ein weiterer Sechsteiler, eingeordnet als E233-8500, entstand aus einem Umbau eines E233 der Chūō-Hauptlinie.